# Syndicat mixte du pays Sologne Val-Sud
 (juillet 2025).
Motif : Sans sources, structure sans fiscalité propre de moins de 50000 habitants.
- Archive Wikiwix
- Bing
- Cairn
- DuckDuckGo
- E. Universalis
- Gallica
- Google
- G. Books
- G. News
- G. Scholar
- Persée
- Qwant
- (zh) Baidu
- (ru) Yandex
- (wd) trouver des œuvres sur Wikidata

| 1. | Préciser le motif de la pose du bandeau. | Précisez le motif de la pose du bandeau en utilisant la syntaxe suivante : {{admissibilité à vérifier\|date=juillet 2025\|motif=remplacez ce texte par le motif}}                                           |
| 2. | Informer les utilisateurs concernés.     | Pensez à avertir le créateur de l'article, par exemple, en insérant le code ci-dessous sur sa page de discussion : {{subst:avertissement admissibilité à vérifier\|Syndicat mixte du pays Sologne Val-Sud}} |

Le syndicat mixte du pays Sologne Val-Sud est un ancien pays français, situé dans le département du Loiret et la région Centre-Val de Loire. Il a été dissous le 31 décembre 2018.

## Historique
En août 1979, le syndicat intercommunal d'aménagement rural de la Sologne du Loiret est créé. Le 16 janvier 2002, la structure évolue en syndicat mixte du pays Sologne Val-Sud.

## Composition
Le pays Sologne Val-Sud était constitué de 29 communes répartis sur les cantons de Cléry-Saint-André, La Ferté-Saint-Aubin, Jargeau et Sully-sur-Loire :
Ardon, 
Cerdon, 
Cléry-Saint-André, 
Dry, 
Férolles, 
Guilly, 
Isdes, 
Jouy-le-Potier, 
La Ferté-Saint-Aubin, 
Ligny-le-Ribault, 
Lion-en-Sullias, 
Marcilly-en-Villette, 
Mareau-aux-Prés, 
Ménestreau-en-Villette, 
Mézières-lez-Cléry, 
Neuvy-en-Sullias, 
Ouvrouer-les-Champs, 
Saint-Aignan-le-Jaillard, 
Saint-Florent-le-Jeune, 
Saint-Père-sur-Loire, 
Sandillon, 
Sennely, 
Sigloy, 
Sully-sur-Loire, 
Tigy, 
Vannes-sur-Cosson, 
Vienne-en-Val, 
Viglain, 
Villemurlin.

## Administration
| Période | Période | Identité             | Étiquette | Qualité                   |
| ------- | ------- | -------------------- | --------- | ------------------------- |
| ?       | ?       | Hubert Fournier      |           | Maire de Neuvy-en-Sullias |
| 2014    |         | Bertrand Hauchecorne |           | Maire de Mareau-aux-Prés  |

### Source
- Le Pays Sologne Val-Sud sur le site du conseil général du Loiret